# Tournoi pré-olympique de la CAF
Le tournoi pré-olympique de la CAF a pour but de désigner les nations qualifiées au sein de la zone Afrique pour participer au tournoi final de football des Jeux olympiques.
Le tournoi masculin fut organisé tous les quatre ans de 1959 à 2008, conjointement à d'autres tournois continentaux et une fois que le nombre d'inscrits fut devenu trop important pour permettre à toutes les équipes de participer au tournoi olympique, au besoin en disputant un tour préliminaire dans le pays hôte (depuis l'édition 1924). La compétition a connu différents formats au cours des années et prévoyait trois qualifiés.
Le tout premier tournoi pré-olympique, disputé en matches aller et retour, prit toutefois place auparavant, en 1955-1956, en prélude aux Jeux de Melbourne mais l'organisation de celui-ci n'en était pas encore confiée aux fédérations continentales respectives et il n'impliquait que 26 pays issus de quatre continents, dont l'Éthiopie et l'Égypte, cette dernière s'est d'ailleurs qualifiée mais a déclaré forfait pour le tournoi final. En 1959-1960, Malte, qui n'est pas encore affiliée à l'UEFA, participe aux éliminatoires au terme desquels deux pays sont qualifiés. En 2000, un barrage octroyant un potentiel quatrième ticket est prévu contre la zone Océanie. En 2004, ce sont quatre places fermes qui sont dévolues au continent africain. Depuis 2011, c'est la Coupe d'Afrique des nations des moins de 23 ans qui fait office de qualifications aux Jeux olympiques d'été chez les hommes, entraînant la disparition de cette compétition.
Le tournoi féminin a été mis en place en 2004 car, si toutefois le football féminin figure aux Jeux depuis l'édition 1996 à Atlanta, c'est la Coupe du monde féminine de football qui désignait auparavant les nations qualifiées pour le tournoi olympique. Tout comme le tournoi masculin, il a lieu tous les quatre ans et prévoit un ou deux qualifié(s).
Le tournoi pré-olympique hommes de la CAF n'est pas un tournoi à proprement parler, puisqu'il ne désigne pas de vainqueur final (excepté en 1960), mais plutôt une phase éliminatoire qui identifie les pays qualifiés pour la phase finale aux Jeux. Chez les femmes, en revanche, un classement final est établi à l'issue de la compétition (excepté en 2011 et 2015).

## Tournoi masculin

### Éligibilité des joueurs
Pendant le XXe siècle, le CIO adapte les Jeux à sa perception des changements économiques, politiques et techniques du monde. Ainsi, les Jeux olympiques sont, comme le voulait Pierre de Coubertin, d'abord réservés aux purs amateurs, le règlement du CIO interdisant la participation de sportifs professionnels. Bien que malmenée par les supercheries (notamment l'amateurisme marron) autour du statut faussement « amateur » de nombreux sportifs, l'exclusion du professionnalisme reste en vigueur jusqu'en 1981. Si le passage de l’amateurisme pur au professionnalisme est dans les faits progressif, le XIe Congrès olympique en 1981 marque une révolution pour l'olympisme, avec l'admission des sportifs officiellement professionnels,.
L'évolution de l'éligibilité des athlètes se traduit en particulier pour l'épreuve du football comme suit :
- 1908 à 1956 : Seuls les footballeurs amateurs sont admis, les joueurs professionnels sont exclus.
- 1960 :  Seuls les footballeurs amateurs n'ayant pas été sélectionnés pour l'une des 16 équipes qualifiées pour la Coupe du monde 1958 sont admis, les joueurs professionnels sont exclus.
- 1964 : Seuls les footballeurs amateurs n'ayant pas participé, excepté pour l'Afrique et l'Asie, aux tours préliminaires ou à la phase finale de la Coupe du monde 1962 sont admis, les joueurs professionnels sont exclus.
- 1968 à 1976 : Seuls les footballeurs amateurs sont admis, les joueurs professionnels sont exclus.
- 1980 : Seuls les footballeurs amateurs sont admis, excepté ceux, pour l'Europe et l'Amérique du Sud, ayant participé aux qualifications ou à la phase finale de la Coupe du monde 1978, les joueurs professionnels sont exclus.
- 1984 : Pour la première fois, les joueurs professionnels sont admis, à l'exception de ceux, pour l'Europe et l'Amérique du Sud, ayant participé aux éliminatoires ou à la phase finale d'une Coupe du monde de football ; les règles étaient encore soumises à débat lors des premières rencontres qualificatives ce qui provoqua quelques malentendus quant à l'alignement de joueurs amateurs ou professionnels.
- 1988 : Les règles de 1984 furent maintenues mais les joueurs, pour l'Europe et l'Amérique du Sud, ayant disputé moins de 90 minutes dans une seule rencontre de Coupe du monde étaient cette fois admis.
- 1992 : La compétition est réservée aux joueurs nés le 1er août 1969 ou plus tard.
- depuis 1996 : La compétition est ouverte à tous les joueurs de moins de 23 ans, avec l'addition pour le tournoi final de maximum trois joueurs plus âgés.

### Historique
| Édition   | Édition          |                    | Équipes qualifiées         | Équipes qualifiées         | Équipes qualifiées | Équipes qualifiées |
| --------- | ---------------- | ------------------ | -------------------------- | -------------------------- | ------------------ | ------------------ |
| 1959-1960 | Rome 1960        | · Rép. arabe unie  | · Tunisie                  |                            |                    |                    |
| 1963-1964 | Tokyo 1964       | Rép. arabe unie    | Ghana                      | Maroc                      |                    |                    |
| 1967-1968 | Mexico 1968      | Guinée             | Nigeria                    | ( Maroc forfait) → Ghana   |                    |                    |
| 1971-1972 | Munich 1972      | Ghana              | Maroc                      | Soudan                     |                    |                    |
| 1975-1976 | Montréal 1976    | ( Nigeria forfait) | ( Ghana forfait)           | ( Zambie forfait)          |                    |                    |
| 1979-1980 | Moscou 1980      | Algérie            | ( Ghana forfait) → Nigeria | ( Égypte forfait) → Zambie |                    |                    |
| 1983-1984 | Los Angeles 1984 | Égypte             | Cameroun                   | Maroc                      |                    |                    |
| 1986-1988 | Séoul 1988       | Nigeria            | Tunisie                    | Zambie                     |                    |                    |
| 1990-1992 | Barcelone 1992   | Maroc              | Ghana                      | Égypte                     |                    |                    |
| 1995-1996 | Atlanta 1996     | Tunisie            | Nigeria                    | Ghana                      |                    |                    |
| 1998-2000 | Sydney 2000      | Nigeria            | Cameroun                   | Maroc                      | Afrique du Sud     |                    |
| 2002-2004 | Athènes 2004     | Tunisie            | Mali                       | Maroc                      | Ghana              |                    |
| 2006-2008 | Pékin 2008       | Nigeria            | Côte d’Ivoire              | Cameroun                   |                    |                    |

### Performances par nation
- Seuls trois pays ont participé à toutes les éditions du tournoi pré-olympique de la CAF : le Ghana, le Maroc et la Tunisie.
- Le Nigeria est la nation qui présente le meilleur bilan ayant participé à six phases finales (soit qualifiée une fois sur deux en onze participations) et remporté une médaille d'or en 1996.
- Le Maghreb présente la particularité, sur la période où la compétition fut organisée, d'avoir au moins l'un de ses représentants qualifié et présent à chacune des éditions du tournoi olympique sauf deux (en 1976 et 2008) ; toutefois, en 1968, le Maroc pourtant qualifié refuse d'affronter Israël et finit par se retirer au dernier moment au profit du Ghana.
- Sept nations africaines n'ont jamais pris part à la compétition : le Cap-Vert (inscrit au départ en 2002-2004 avant de déclarer forfait), la République centrafricaine (néanmoins inscrite en 2002-2004 et en 2006-2008 avant de se retirer à deux reprises), les Comores (ayant renoncé à participer en dernière minute en 2006-2008), l'Érythrée, Sao Tomé-et-Principe, le Soudan du Sud (affilié en 2012, après la dernière édition de la compétition) et Zanzibar (non reconnu officiellement par le CIO).
- Aucun pays d'Afrique n'a encore eu l'opportunité d'accueillir les Jeux, aucune équipe n'a dès lors pu bénéficier d'une qualification automatique en tant que pays hôte.
- La fédération maltaise n'est devenue membre de l'UEFA qu'en 1960 ; Malte prend ainsi part à la première édition du tournoi de la CAF avant de rejoindre celui de l'UEFA, auquel elle ne prendra néanmoins jamais part.

| Pays                             | Participations                                                                    | Qualifications                               | Phases finales                                        | Pays hôte | Titres   |
| -------------------------------- | --------------------------------------------------------------------------------- | -------------------------------------------- | ----------------------------------------------------- | --------- | -------- |
| Ghana                            | 13 (1960, 1964, 1968, 1972, 1976, 1980, 1984, 1988, 1992, 1996, 2000, 2004, 2008) | 7 (1964, 1972, 1976, 1980, 1992, 1996, 2004) | 6 (1964, 19681, 1972, 19762, 19803, 1992, 1996, 2004) |           |          |
| Maroc                            | 13 (1960, 1964, 1968, 1972, 1976, 1980, 1984, 1988, 1992, 1996, 2000, 2004, 2008) | 7 (1964, 1968, 1972, 1984, 1992, 2000, 2004) | 6 (1964, 19681, 1972, 1984, 1992, 2000, 2004)         |           |          |
| Tunisie                          | 13 (1960, 1964, 1968, 1972, 1976, 1980, 1984, 1988, 1992, 1996, 2000, 2004, 2008) | 4 (1960, 1988, 1996, 2004)                   | 4 (1960, 1988, 1996, 2004)                            |           |          |
| Égypte                           | 12 (19604, 19644, 19724, 1976, 1980, 1984, 1988, 1992, 1996, 2000, 2004, 2008)    | 5 (1960, 1964, 1980, 1984, 1992)             | 4 (1960, 1964, 19803, 1984, 1992)                     |           |          |
| Nigeria                          | 11 (1960, 1964, 1968, 1972, 1976, 1984, 1988, 1996, 2000, 2004, 2008)             | 6 (1968, 1976, 1988, 1996, 2000, 2008)       | 6 (1968, 19762, 19805, 1988, 1996, 2000, 2008)        |           | 1 (1996) |
| Soudan                           | 11 (1960, 1964, 1968, 1972, 1976, 1984, 1988, 1992, 2000, 2004, 2008)             | 1 (1972)                                     | 1 (1972)                                              |           |          |
| Algérie                          | 11 (1968, 1972, 1976, 1980, 1984, 1988, 1992, 1996, 2000, 2004, 2008)             | 1 (1980)                                     | 1 (1980)                                              |           |          |
| Sénégal                          | 10 (1972, 1976, 1980, 1984, 1988, 1992, 1996, 2000, 2004, 2008)                   |                                              |                                                       |           |          |
| Cameroun                         | 9 (1968, 1972, 1984, 1988, 1992, 1996, 2000, 2004, 2008)                          | 3 (1984, 2000, 2008)                         | 3 (1984, 2000, 2008)                                  |           |          |
| Zambie                           | 9 (1972, 1976, 1980, 1984, 1988, 1996, 2000, 2004, 2008)                          | 2 (1976, 1988)                               | 2 (19762, 19806, 1988)                                |           |          |
| Éthiopie                         | 9 (1960, 1964, 1968, 1972, 1976, 1980, 1984, 2004, 2008)                          |                                              |                                                       |           |          |
| Ouganda                          | 9 (1960, 1964, 1972, 1984, 1988, 1992, 2000, 2004, 2008)                          |                                              |                                                       |           |          |
| Guinée                           | 8 (1968, 1972, 1976, 1984, 1996, 2000, 2004, 2008)                                | 1 (1968)                                     | 1 (1968)                                              |           |          |
| Mali                             | 7 (1972, 1976, 1980, 1996, 2000, 2004, 2008)                                      | 1 (2004)                                     | 1 (2004)                                              |           |          |
| Kenya                            | 7 (1964, 1980, 1984, 1988, 1996, 2000, 2004)                                      |                                              |                                                       |           |          |
| Malawi                           | 7 (1972, 1976, 1988, 1992, 1996, 2004, 2008)                                      |                                              |                                                       |           |          |
| Zimbabwe                         | 7 (1984, 1988, 1992, 1996, 2000, 2004, 2008)                                      |                                              |                                                       |           |          |
| Liberia                          | 6 (1964, 1972, 1976, 1980, 1988, 2004)                                            |                                              |                                                       |           |          |
| Gabon                            | 6 (1968, 1972, 1984, 1992, 1996, 2000)                                            |                                              |                                                       |           |          |
| Libye                            | 6 (1968, 1976, 1980, 1984, 2004, 2008)                                            |                                              |                                                       |           |          |
| Maurice                          | 6 (1976, 1980, 1992, 1996, 2000, 2004)                                            |                                              |                                                       |           |          |
| Mozambique                       | 6 (1984, 1988, 1992, 2000, 2004, 2008)                                            |                                              |                                                       |           |          |
| Botswana                         | 6 (1988, 1992, 1996, 2000, 2004, 2008)                                            |                                              |                                                       |           |          |
| Côte d'Ivoire                    | 5 (1988, 1992, 2000, 2004, 2008)                                                  | 1 (2008)                                     | 1 (2008)                                              |           |          |
| Togo                             | 5 (1972, 1976, 1984, 1996, 2000)                                                  |                                              |                                                       |           |          |
| Angola                           | 5 (1984, 1996, 2000, 2004, 2008)                                                  |                                              |                                                       |           |          |
| Afrique du Sud                   | 4 (1996, 2000, 2004, 2008)                                                        | 1 (20007)                                    | 1 (2000)                                              |           |          |
| Gambie                           | 4 (1976, 1984, 2004, 2008)                                                        |                                              |                                                       |           |          |
| Lesotho                          | 4 (1980, 1984, 1996, 2004)                                                        |                                              |                                                       |           |          |
| Eswatini                         | 4 (19888, 19928, 20008, 20048)                                                    |                                              |                                                       |           |          |
| Namibie                          | 4 (1996, 2000, 2004, 2008)                                                        |                                              |                                                       |           |          |
| Madagascar                       | 3 (1968, 1972, 1980)                                                              |                                              |                                                       |           |          |
| Tanzanie                         | 3 (1968, 1976, 2000)                                                              |                                              |                                                       |           |          |
| Mauritanie                       | 3 (1976, 1984, 1992)                                                              |                                              |                                                       |           |          |
| Burkina Faso                     | 3 (19769, 1996, 2008)                                                             |                                              |                                                       |           |          |
| République démocratique du Congo | 3 (197610, 2000, 2004)                                                            |                                              |                                                       |           |          |
| Sierra Leone                     | 3 (1988, 1992, 2008)                                                              |                                              |                                                       |           |          |
| Rwanda                           | 3 (1988, 2004, 2008)                                                              |                                              |                                                       |           |          |
| Somalie                          | 3 (1992, 2004, 2008)                                                              |                                              |                                                       |           |          |
| République du Congo              | 3 (1996, 2000, 2004)                                                              |                                              |                                                       |           |          |
| Bénin                            | 2 (196411, 1984)                                                                  |                                              |                                                       |           |          |
| Niger                            | 2 (1968, 1972)                                                                    |                                              |                                                       |           |          |
| Seychelles                       | 2 (2000, 2004)                                                                    |                                              |                                                       |           |          |
| Guinée équatoriale               | 2 (2000, 2008)                                                                    |                                              |                                                       |           |          |
| Malte12                          | 1 (1960)                                                                          |                                              |                                                       |           |          |
| Burundi                          | 1 (1996)                                                                          |                                              |                                                       |           |          |
| Tchad                            | 1 (2004)                                                                          |                                              |                                                       |           |          |
| Guinée-Bissau                    | 1 (2008)                                                                          |                                              |                                                       |           |          |
| Djibouti                         | 1 (2008)                                                                          |                                              |                                                       |           |          |

1 Le Maroc déclare forfait pour le tournoi olympique, le Ghana hérite du ticket

2 Le Ghana, le Nigeria et la Zambie participent au boycott initié par la Tanzanie

3 En raison de l'intervention soviétique en Afghanistan, de nombreux pays occidentaux et leurs alliés ont boycotté les Jeux olympiques

4 En tant que République arabe unie

5 Le Ghana participe au boycott des JO 1980, c'est le Nigeria qui hérite ainsi de la place qualificative

6 L'Égypte participe au boycott des JO 1980, c'est la Zambie qui hérite ainsi de la place qualificative

7 L'Afrique du Sud élimine la Nouvelle-Zélande lors des barrages pré-olympique CAF/OFC

8 En tant que Swaziland

9 En tant que Haute-Volta

10 En tant que Zaïre

11 En tant que République du Dahomey

12 La fédération maltaise est membre de l'UEFA depuis 1960

## Tournoi féminin

### Éligibilité des joueuses
Contrairement aux hommes, toute joueuse peut prendre part au tournoi olympique quel que soit l'âge ou le statut.

### Historique
| Édition   | Édition          | Pays hôte                |                                                          | Classement final                                         | Classement final                                         | Classement final                                         | Classement final |
| Édition   | Édition          | Pays hôte                | Vainqueur                                                | Deuxième                                                 | Troisième                                                | Quatrième                                                |                  |
| --------- | ---------------- | ------------------------ | -------------------------------------------------------- | -------------------------------------------------------- | -------------------------------------------------------- | -------------------------------------------------------- | ---------------- |
| 2003-2004 | Athènes 2004     | Pas de pays hôte désigné | Nigeria (Q)                                              | Afrique du Sud                                           | Angola Ghana (pas de finale pour la 3e place)            | Angola Ghana (pas de finale pour la 3e place)            |                  |
| 2006-2008 | Pékin 2008       | Pas de pays hôte désigné | Nigeria (Q)                                              | Ghana                                                    | Afrique du Sud                                           | Éthiopie                                                 |                  |
| 2010-2011 | Londres 2012     | Pas de pays hôte désigné | Pas de vainqueur désigné Afrique du Sud (Q) Cameroun (Q) | Pas de vainqueur désigné Afrique du Sud (Q) Cameroun (Q) | Pas de vainqueur désigné Afrique du Sud (Q) Cameroun (Q) | Pas de vainqueur désigné Afrique du Sud (Q) Cameroun (Q) |                  |
| 2015      | Rio 2016         | Pas de pays hôte désigné | Pas de vainqueur désigné Afrique du Sud (Q) Zimbabwe (Q) | Pas de vainqueur désigné Afrique du Sud (Q) Zimbabwe (Q) | Pas de vainqueur désigné Afrique du Sud (Q) Zimbabwe (Q) | Pas de vainqueur désigné Afrique du Sud (Q) Zimbabwe (Q) |                  |
| 2019-2020 | Tokyo 2020       | Pas de pays hôte désigné | Zambie (Q)                                               | Cameroun                                                 | Côte d'Ivoire Kenya (pas de finale pour la 3e place)     | Côte d'Ivoire Kenya (pas de finale pour la 3e place)     |                  |
| 2023-2024 | Paris 2024       | Pas de pays hôte désigné | Pas de vainqueur désigné Nigeria (Q) Zambie (Q)          | Pas de vainqueur désigné Nigeria (Q) Zambie (Q)          | Pas de vainqueur désigné Nigeria (Q) Zambie (Q)          | Pas de vainqueur désigné Nigeria (Q) Zambie (Q)          |                  |
| 2028      | Los Angeles 2028 | Pas de pays hôte désigné | à déterminer (Q)                                         | à déterminer                                             | à déterminer                                             | à déterminer                                             |                  |

### Performances par nation
- Le Nigeria présente le meilleur bilan s'étant qualifié à trois reprises, talonné par l'Afrique du Sud et la Zambie avec deux qualifications chacune, la première ayant toutefois en outre décroché une deuxième et une troisième place.